# Humococcus ceraricus
Humococcus ceraricus är en insektsart som beskrevs av Mckenzie 1964. Humococcus ceraricus ingår i släktet Humococcus och familjen ullsköldlöss. Inga underarter finns listade i Catalogue of Life.